# Comuna Boromîkî, Cernihiv
Boromîkî (în ucraineană Боромики) este o comună în raionul Cernihiv, regiunea Cernihiv, Ucraina, formată din satele Boromîkî (reședința), Morhulîci, Petrove și Snoveanka.

## Demografie
Componența lingvistică a comunei Boromîkî
     Ucraineană (95,47%)
     Rusă (4,46%)
     Alte limbi (0,08%)
Conform recensământului din 2001, majoritatea populației comunei Boromîkî era vorbitoare de ucraineană (95,47%), existând în minoritate și vorbitori de rusă (4,46%).